# Ichthyomys pittieri
Ichthyomys pittieri är en däggdjursart som beskrevs av Charles O. Handley och Edgardo Mondolfi 1963. Ichthyomys pittieri ingår i släktet fiskråttor, och familjen hamsterartade gnagare. Den är endemisk för Venezuela. Inga underarter finns listade.
Individerna blir 95 till 175 mm långa (huvud och bål), har en 80 till 145 mm lång svans och väger 38 till 147 g. Bakfötterna är 23 till 30 mm långa och öronen är 6 till 12 mm stora. Den korta och täta pälsen på ovansidan har en glänsande gråbrun färg. Håren på undersidan är silverfärgade nära roten, grå i mitten och vit på spetsen. Artens morrhår är tjocka. Vid bakfoten förekommer lite simhud mellan andra, tredje och fjärde tån. Svansen är främst täckt med mörkbruna hår. Vid svansspetsen är hårens spetsar vita så att hela svansspetsen ser vit ut.
Födan utgörs av krabbor och av vattenlevande insekter. Individerna är nattaktiva och de simmar ofta i vattendrag eller i diken. De vistas i molnskogar som ligger 700 till 1750 meter över havet. En hona som fångades i juli var dräktig med fyra embryon.
Beståndet hotas av skogarnas omvandling till betesmarker och av vattenföroreningar. I lämpliga habitat är Ichthyomys pittieri inte sällsynt. IUCN kategoriserar arten globalt som nära hotad.